# Sclerophaedon
Sclerophaedon là một chi bọ cánh cứng trong họ Chrysomelidae.
Chi này được miêu tả khoa học năm 1882 bởi Weise.

## Các loài
Các loài trong chi này gồm:
- Sclerophaedon brendelli Daccordi & Medvedev, 2000
- Sclerophaedon carniolicus Germar, 1824
- Sclerophaedon carpathicus Weise, 1875
- Sclerophaedon daccordii Lopatin, 2006
- Sclerophaedon nepalicus Daccordi & Medvedev, 2000
- Sclerophaedon orbicularis Suffrian, 1851
- Sclerophaedon prajapati Daccordi & Medvedev, 2000
- Sclerophaedon takizawai Daccordi & Medvedev, 2000